# Pugilato ai Giochi della X Olimpiade
Le competizioni di pugilato dei Giochi della X Olimpiade si sono svolte dal 9 al 13 agosto 1932 al Grand Olympic Auditorium di Los Angeles. 
Come ad Amsterdam 1928 il programma ha visto la disputa delle seguenti 8 categorie:
- Pesi mosca (fino a 50,8)
- Pesi gallo (fino a 53,5)
- Pesi piuma (fino a 57,1)
- Pesi leggeri (fino a 61,2)
- Pesi welter (fino a 66,7)
- Pesi medi (fino a 72,6)
- Pesi mediomassimi (fino a 79,4)
- Pesi massimi (oltre 79,4)

## Podi
| Evento                  | Oro              | Argento            | Bronzo          |
| Mosca (dettagli)        | István Énekes    | Francisco Cabañas  | Lou Salica      |
| Gallo (dettagli)        | Horace Gwynne    | Hans Ziglarski     | José Villanueva |
| Piuma (dettagli)        | Carmelo Robledo  | Josef Schleinkofer | Allan Carlsson  |
| Leggeri (dettagli)      | Lawrence Stevens | Thure Ahlqvist     | Nathan Bor      |
| Welter (dettagli)       | Edward Flynn     | Erich Campe        | Bruno Ahlberg   |
| Medi (dettagli)         | Carmen Barth     | Amado Azar         | Ernest Peirce   |
| Mediomassimi (dettagli) | David Carstens   | Gino Rossi         | Peter Jørgensen |
| Massimi (dettagli)      | Santiago Lovell  | Luigi Rovati       | Frederick Feary |

## Medagliere
| Posizione | Paese       | Oro | Argento | Bronzo | Totale |
| --------- | ----------- | --- | ------- | ------ | ------ |
| 1         | Argentina   | 2   | 1       | 0      | 3      |
| 2         | Stati Uniti | 2   | 0       | 3      | 5      |
| 3         | Sudafrica   | 2   | 0       | 1      | 3      |
| 4         | Ungheria    | 1   | 0       | 0      | 1      |
| 4         | Canada      | 1   | 0       | 0      | 1      |
| 6         | Germania    | 0   | 3       | 0      | 3      |
| 7         | Italia      | 0   | 2       | 0      | 2      |
| 8         | Svezia      | 0   | 1       | 1      | 2      |
| 9         | Messico     | 0   | 1       | 0      | 1      |
| 10        | Danimarca   | 0   | 0       | 1      | 1      |
| 10        | Finlandia   | 0   | 0       | 1      | 1      |
| 10        | Filippine   | 0   | 0       | 1      | 1      |
| Totale    | Totale      | 8   | 8       | 8      | 24     |